# Isla de Baffin
La isla de Baffin (a veces llamada Tierra de Baffin; en inuit, Qikiqtaaluk; en nórdico antiguo Helluland, la «tierra de piedras planas») es una gran isla situada en el extremo noreste de Norteamérica, perteneciente a las islas del archipiélago Ártico Canadiense. Es la isla más grande de Canadá, la segunda del continente americano y la quinta del mundo, con una superficie de 507 451 km². Administrativamente, pertenece al territorio autónomo de Nunavut y a la región Qikiqtaaluk.

## Historia
La isla de Baffin está habitada, probablemente, desde hace varios milenios por los pueblos indígenas anteriores a los inuit. Las huellas de la primera ocupación se remontan a alrededor de 2400 a. C. y se encontraron en cabo Dorset, que da nombre a la cultura Dorset, al sudoeste de la isla.
La isla de Baffin fue descubierta, desde el punto de vista occidental, por el navegante noruego Leif Eriksson el año 1000, denominando dicha tierra como "Helluland" (descrita en las sagas de los islandeses). Martin Frobisher, en 1576, durante su búsqueda del paso del Noroeste, se convirtió en el primer inglés que visitaba la zona. El 17 de julio de 1577, en su segunda expedición —compuesta por tres barcos, el Ayde, el Gabriel y el Michael— arribó a lo que él bautizó como Tierra Hall, en la boca de la bahía de Frobisher. Unos días más tarde tomó solemnemente posesión de esas tierras y de la parte sur de la bahía en nombre de la reina de Inglaterra.
En otra expedición en busca del paso del Noroeste, en 1615-1616, el capitán Robert Bylot y su piloto William Baffin, a bordo del Discovery, tras recorrer la parte septentrional de bahía Baffin, al regresar exploraron la costa oriental de la isla. En el siglo XIX, el explorador del ártico Sir William Edward Parry le daría el nombre con el que se conoce a la isla en honor experto piloto y navegante ártico.

## Geografía

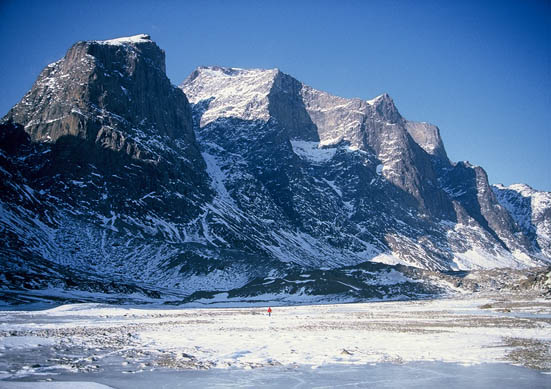
Monte Odín (2147 m), el punto más alto de Isla Baffin.

La isla de Baffin tiene una forma bastante irregular, asimilable a una J girada unos 45° a la izquierda, con los dos extremos más anchos y una parte central más estrecha. Tiene una longitud, en dirección NO-SE, de más de 1600 km, variando su anchura entre los 500 km de su parte septentrional, los 200−300 km de la parte central y los de más de 800 km de la parte meridional.
La isla está atravesada por profundos entrantes de mar que conforman varias grandes penínsulas:
- en el extremo suroccidental, la península Foxe, de relieve muy desigual. Avanza en el mar, dirección EW, es de unos 215 km. Su istmo tiene una anchura de unos 80 km y su anchura máxima es de 145 km;
- en el extremo más meridional, la península Meta Ingognita;
- en la parte suroriental, al norte de la anterior, la península Hall, levemente accidentada;
- en la parte más oriental, más al norte de la anterior, la península Cumberland, con una anchura en el punto más estrecho de 335 km;
- en la parte septentrional, la península Borden, una meseta recorrida por valles fluviales;
- en la parte septentrional, la península Brodeur, otra meseta recorrida por valles fluviales.

Los puntos extremos de isla Baffin son los siguientes:
- Punto más septentrional: 73°51′40″N 86°09′53″O / 73.86111, -86.16472, un punto cerca de punta Sargent, en la península Brodeur, a orillas del Lancaster Sound;
- Punto más meridional: 61°51′44″N 66°16′29″O / 61.86222, -66.27472, un punto cerca de East Bluff, en la península Meta Incógnita, en el estrecho de Hudson;
- Punto más occidental: 71°55′47″N 90°06′47″O / 71.92972, -90.11306, cabo Kater, en la península Brodeur, en el estrecho del Príncipe Regente;
- Punto más oriental: 66°37′02″N 61°15′42″O / 66.61722, -61.26167, cabo Dyer, en la península Cumberland, a orillas del estrecho de Davis.

### Relieve

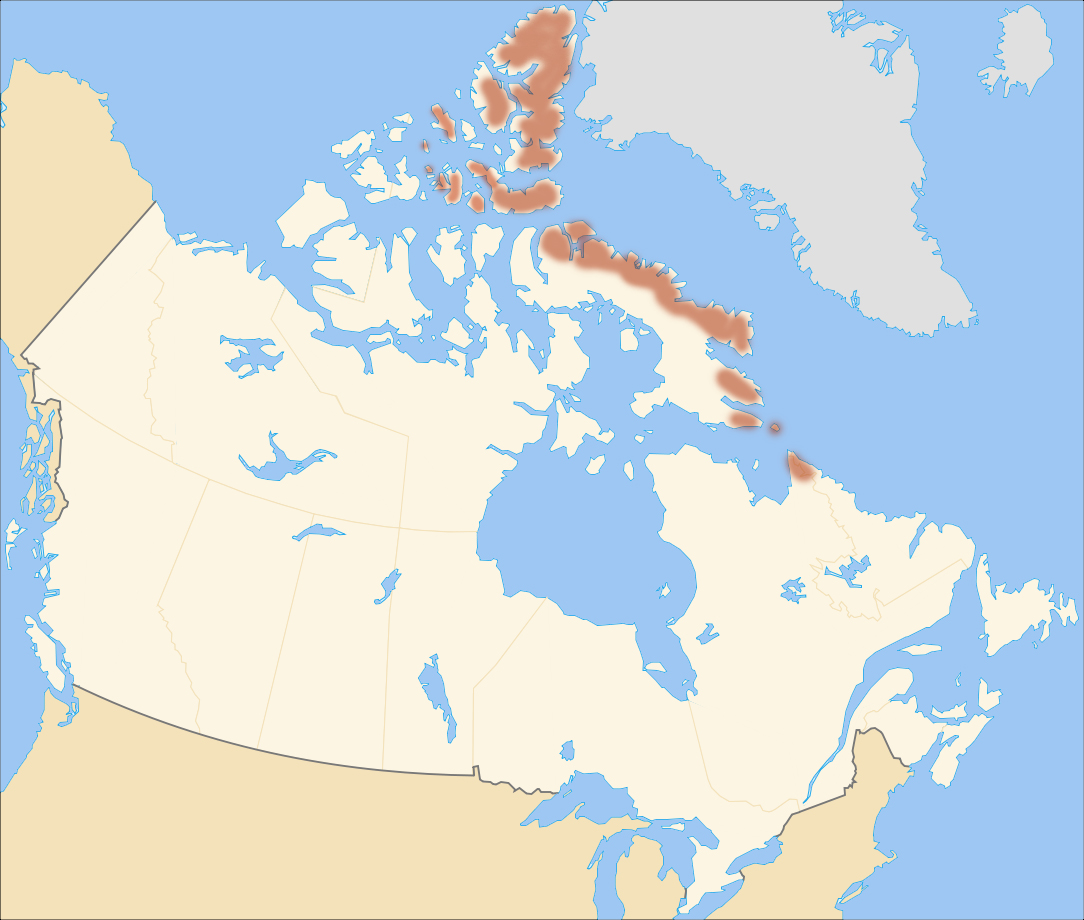
La cordillera ártica, que corre por la costa oriental de isla Baffin y completamente por isla Ellesmere.

La cordillera Ártica atraviesa la costa oriental de isla Baffin. Los principales cordales o subcordilleras en la isla son las siguientes:
- montes Baffin, la principal cadena montañosa de la isla, que discurre a lo largo de la costa noreste de la isla, desde la península de Cumberland al cabo Weld, frente a isla Bylot, casi durante 1000 m. El monte Odín es el pico más alto, con una elevación de al menos 2143 m (algunas fuentes dicen 2147 m). El segundo pico por altura de la zona es el monte Asgard, ubicado en el parque nacional Auyuittuq, con una altitud de 2011 m;
- montes Bruce, en la parte nororiental; es uno de los cordales de los propios montes Baffin, el que está en la península homónima. La península está limitada al sur por el fiordo Clark y al norte por las aguas del paterson Inlet. A este cordal pertenecen las estribaciones de cabo Adair y cabo Hunter, en bahía Baffin;
- montañas Narwal, uno de los cordales de los montes Baffin, en el extremo de la península de Cumberland. La cumbre más destacada es el monte Raleight;
- montañas Everett, en la costa nororiental de bahía Frobisher, en la península Meta Incógnita;
- montañas Hartz, en la costa norte de la península de Borden, en el parque nacional Sirmilik;
- montañas Precipitous, en el norte, también en la península de Borden, al sur de parque Sirmilik, en la costa interior del Nay Board Inlet;
- montañas Krag, en el norte, al sur de la península de Borden, en la costa oriental del Milne Inlet, en el Eclipse Sound.

En el centro-oeste de la isla, una gran llanura constelada de lagos y ríos se extiende de sur a norte, con la altitud aumentando gradualmente entre la ribera de cuenca Foxe, al oeste, y los montes Baffin. La costa de la isla, como es lógico dada su gran longitud (28 308 km), es muy variada, cambiando desde zonas bajas y muy llanas, inundables, en cuenca Foxe, hasta la costa oriental, alta y excavada por multitud de fiordos.
Los mayores de la isla son los siguientes: al norte, Inujktorfik, Quartz, Saputing, Erichsen, Neergaard, Conn y Bieler, todos al norte del paralelo 70° N; en la parte centro-sur, el mayor lago de la isla, el lago Nettilling (5066 km²); al sur, lago Amadjuak (3115 km²) y algo más al sur lago Mingo.
La isla de Baffin está parcialmente cubierta por una serie de glaciares, que cubren un área de unos 35 900 km². Los más importantes son el casquete de hielo Penny (5935 km²) y el Barnes (5960 km²), este en la parte central de la isla, que está en retirada, al menos, desde principios de la década de 1960, cuando la Subdivisión geográfica del entonces Departamento de Minas y reconocimientos técnicos (Department of Mines & Technical Surveys) envió un equipo de estudio de tres hombres o a la zona para medir el rebote isostático y las características del valle del río Isortoq.

### La costa de isla Baffin

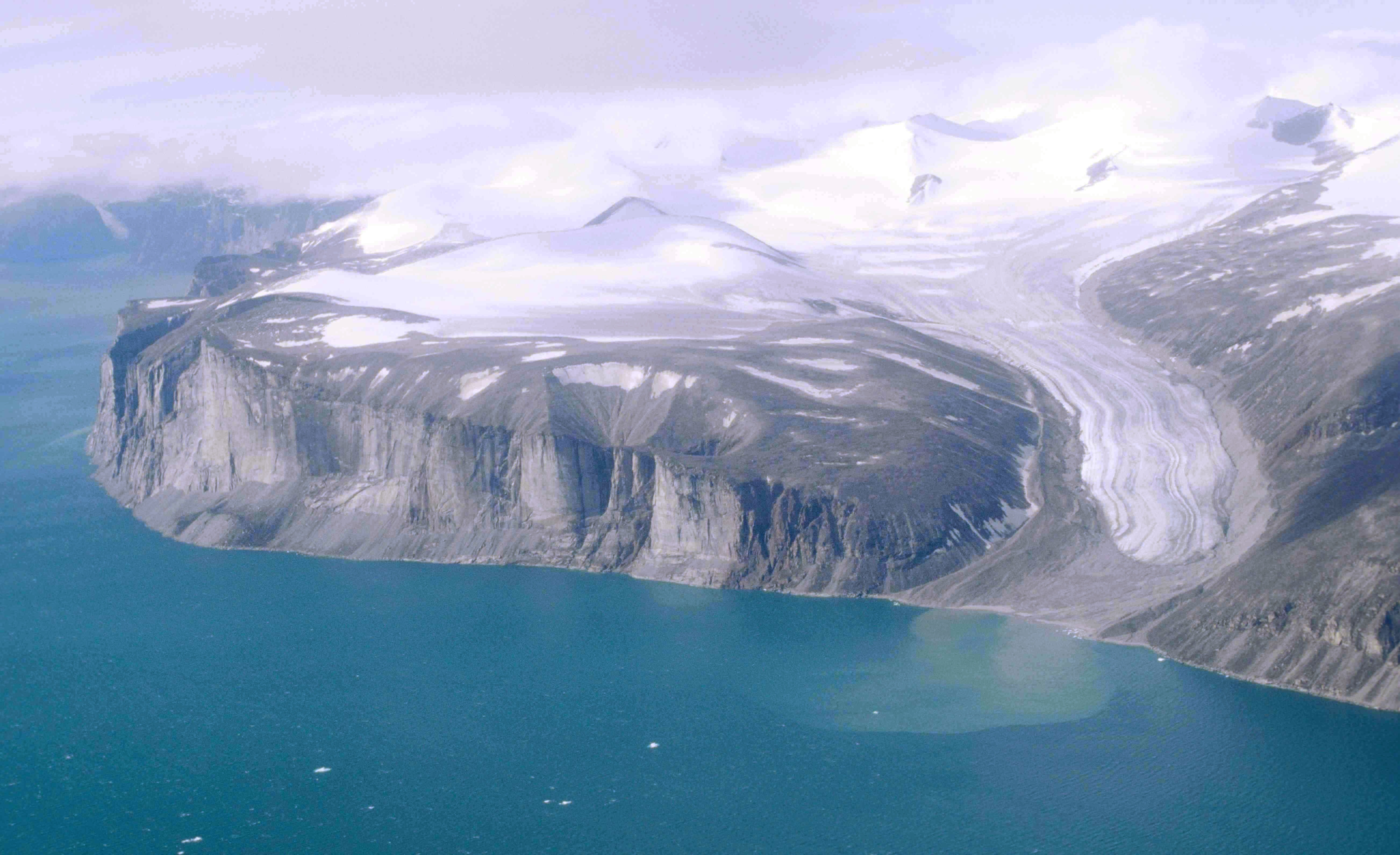
Costa nororiental de isla Baffin, lengua de un glaciar (norte de la Comunidad del río Clyde).

La isla de Baffin está bordeada, al sureste, por las aguas del estrecho de Hudson, que la separa del continente (provincia de Quebec); al este, por las del estrecho de Davis y bahía Baffin, que la separan de Groenlandia; al norte, por las aguas del Eclipse Sound, que la separan de isla Bylot y luego por las del Lancaster Sound, que la separan de isla Devon; al oeste, en su parte norte, por las aguas del estrecho del Príncipe Regente y luego, algo más al sur, por las del golfo de Boothia; siguiendo en la parte noroeste, en su ribera meridional, las aguas del estrecho Fury y Hecla, que separan la isla del continente, esta vez de la península de Melville; por último, en la parte central de la isla, en la ribera occidental, las aguas de la cuenca Foxe.
Las aguas de la bahía de Baffin y del estrecho de Davis son navegables en el verano, pero las de cuenca Foxe siguen estando, en general, cubiertas por el hielo durante todo el año. Recorriendo la costa de isla Baffin, partiendo del punto más meridional, East Bluf, en sentido antihorario, se encuentran:
- Ribera oriental:

- Ribera de la bahía Frobiser, entre las penínsulas Meta Incógnita y Hall;
- Tramo costero del estrecho de Davis, en dirección norte, con muchos fiordos, desde la isla Koks Land, con la bahía Cyrus Field, bahía Cornelius Grinnel, península Beekman, Robinson Sound, las islas Memieux, e islas Leybourne.
- Ribera del Cumberland Sound, desde la isla Christophe Hall, en su costa sur, hasta el cabo Mercy, en la costa norte;
- Nuevo tramo costero del estrecho de Davis, bordeando la península de Cumberland, desde el cabo Mercy, también en dirección norte, con bahía Hoare, isla Angijak, cabo Walsingham, Exeter Sound, fiordo Suneshine y el cabo Dyer;

- Ribera nororiental:

- Nuevo tramo costero del estrecho de Davis, en que la costa, bordeando aún la península de Cumberland, gira en dirección noroeste, un tramo con muchos y profundos fiordos: comienza con bahía Merchant, canal Canso (con los fiordos de Maktak, Coronación y Pangnirtung Norte), isla Broughton, bahía Brodie, fiordo Nudlung, bahía Home (con los fiordos Kangok, Ekglund, Pitchorth, Tingin y Turbilung), península Henry Kater, bahía Isabella (con la isla Aulitivik y el fiordo McBeth), Clyde Inlet (con el fiordo Inungguin), fiordo Sam Ford, península Remote, Scott Inlet (con la isla Sillern y los fiordos de Clark y Gibbs), cabo Adair, cabo Hunter, Patergon Inlet (con fiordo Royal Society), golfo Buchan (con los fiordos Cambridge y Quenbiter), cabo Jameson, Coutts Inlet, cabo Coutts, cabo Macculloch y cabo Weld;

- Ribera norte:

- Ribera del Eclipse Sound, que separa Baffin de la isla Bylot. Comienza con el Pond Inlet, el Eclipse y acaba con Navy Board Inlet;
- Ribera del Lancaster Sound, un corto tramo, en dirección este, desde Bluff Head hasta el cabo Charles Yorke;
- Ribera del entrante del Almirantazgo,
- Nuevo tramo del Lancaster Sound, otro corto tramo, en dirección este, desde punta Sanley hasta el cabo York;

- Ribera noroccidental:

- Ribera del estrecho del príncipe Regente, que separa Baffin de isla Somerset, al oeste; el tramo discurre bordeando la península de Brodeur, en dirección sur,
- Ribera del estrecho del Fury & Hecla, que separa Baffin de península Melville, conectando con la cuenca Foxe.

- Ribera centro-occidental:

- Ribera costera de cuenca Foxe, que comienza, en la parte noroeste, con el fiordo Gilford y sigue con bahía Murray Maxwell, frente a isla Jens Muk, Steensby Inlet, isla Koch, bahía Grant Suttie, isla Bray, bahía Ikpik, península Baird, bahía Piling, isla Foley, Clarke Sound, isla Tweedsmuir Sur, isla Air Force y bahía Wordie. Pasada isla Air Force, comienza un tramo costero en forma de arco que bordea la Gran Meseta de Koudjuak, con muy pocas entrantes, con bahía Weeks, bahía Hantzsch, bahía Taverner, la desembocadura del río Koudjuak (que desagua en el gran lago Nettilling) y cabo Dominion. La costa gira en dirección sureste, hasta bahía Bowman; aquí la costa vuelve a girar en dirección este, bordeando la península Foxe, con cabo Alberta, bahía Cory, cabo Ketoria, bahía Garnet, bahía Gibson, bahía y cabo Dorchester. Vuelve a girar en dirección sur, con bahía Nabukjuak, cabo Weston, bahía Finnie, bahía Harkin, cabo Queen, punta Enukson, punta Lloyd, donde gira ya en dirección este, con bahía Lona, cabo King Charles, hasta cabo Dorset, en isla Dorset, una isla ribereña.

- Ribera meridional:

- Comienza el tramo del estrecho de Davis, bordeando la ribera meridional de península Foxe, una zona de muchos bajos y pequeñas islas e islotes, con bahía Andrew Gordon, bahía Archibald, bahía Markham, el estrecho Blanco (frente a isla Big), bahía Norte, donde comienza un tramo de cortos fiordos, en dirección sureste, bordeando la península de Meta Incógnita hasta East Bluf.

En las proximidades de isla Baffin se encuentran las siguientes islas ribereñas: 
- en aguas del estrecho de Davis: isla Adams (267 km²), isla Brevoort (271 km²), isla Bylot (11 067 km²), isla Loks (419 km²), isla Moodie (233 km²), isla Resolution (1015 km²) e isla Sillem (482 km²);
- en aguas de cuenca Foxe: isla Air Force (1720 km²), isla Bray (689 km²), isla Foley (637 km²), isla Jens Munk (920 km²), isla Koch (458 km²), isla del Príncipe Carlos (9521 km²);
- en aguas del estrecho de Hudson: isla Big (803 km²).

## Demografía
La isla de Baffin, a pesar de su tamaño y debido a su clima riguroso, apenas está poblada, con sólo poco más de 11 000 habitantes (uno de los lugares con menor densidad del mundo, aproximadamente el 0,02 hab/km²), pero que son casi la mitad de la población total de Nunavut. Iqaluit –antes denominada Frobisher Bay– es la capital de Nunavut y está situada en la costa sur de la isla, en la bahía homónima. El 95 % de la población de la isla es inuit.
La isla tiene pocos pueblos o asentamientos permanentes, todos ellos situados en el litoral. Según el censo de 2006, los principales asentamientos son los siguientes:
- Iqaluit, en bahía de Frobisher: 6184 hab.
- Pangnirtung: 1325 hab.
- Pond Inlet (Mittimatalik) - 1315 hab.
- Kangiqtugaapik, en el río Clyde: 820 hab.
- Ipiarjuk, en bahía Ártico: 690 hab.
- Kimmirut, junto al lago Harbour: 433 hab.
- Nanisivik ha perdido los 77 habitantes del censo de 2001, al haberse cerrado la explotación minera de zinc en 2002.

Los principales asentamientos en islas ribereñas muy próximas a isla de Baffin son los de cabo Dorset (1236 hab., en isla Dorset) y Qikiqtarjuaq (473 hab. en isla Broughton).

## Economía
En los siglos XIX y XX, la isla fue utilizada principalmente para la industria de la caza de ballenas. En la actualidad, las actividades principales de la isla de Baffin, son la minería, el turismo y la pesca.
La isla de Baffin tiene varios parques nacionales, como el parque nacional Auyuittuq, en la costa oriental, creado en 1972, el más antiguo establecido más allá de círculo polar ártico o el parque nacional Sirmilik, aún más al norte.

## Clima
La isla de Baffin se encuentra en el camino de una corriente de aire que fluye desde el norte durante todo el año, por lo que, al igual que gran parte del norte de Canadá, tiene un clima inusualmente frío. Es un clima de inviernos muy largos, fríos y con niebla, veranos nubosos, que, además de la lejanía de la isla, han contribuido a hacerla una tierra muy inhóspita. El deshielo de primavera llega mucho más tarde de lo normal para una posición a horcajadas del círculo polar ártico: en torno a principios de junio, en Iqaluit, en el sudeste del país; y a principios/mediados de julio en la costa norte, donde los glaciares corren hasta el nivel del mar. Se produce nieve, mucha nieve, en cualquier época del año, aunque es menos probable en julio y principios de agosto. Las temperaturas medias anuales son en Iqaluit, en torno a -8,5 °C, muy frías si se comparan con las de Reikiavik, en torno a 5 °C, ligeramente más al norte, al otro lado de Groenlandia.
La banquisa rodea la isla durante la mayor parte del año, y hasta hace poco, sólo desaparecía completamente de la costa norte por un corto e impredecible período en agosto, si lo hacía. En la actualidad, el mar está libre de hielo frente a Iqaluit a partir de mediados a fines de junio hasta finales de septiembre. La mayor parte de la isla de Baffin se encuentra por encima del círculo polar ártico y todas las comunidades al norte de Pangnirtung están sujetos a la noche polar y al sol de medianoche. Por ejemplo, la comunidad más oriental, la de River Clyde experimenta la luz solar continua desde el 14 de mayo al 28 de julio, un período de 2 meses y medio. Además, el largo período comprendido entre el 26 de abril y el 13 de mayo y desde el 29 de julio al 16 de agosto, cuando el crepúsculo es la parte más oscura del día, significa que la comunidad tiene solamente 3 meses y medio de luz. En el invierno, el sol se pone el 22 de noviembre y no sale de nuevo hasta el 19 de enero del próximo año. Sin embargo, a diferencia de lugares como Alerta, se produce el crepúsculo, por lo menos 4 horas al día.

## Fauna

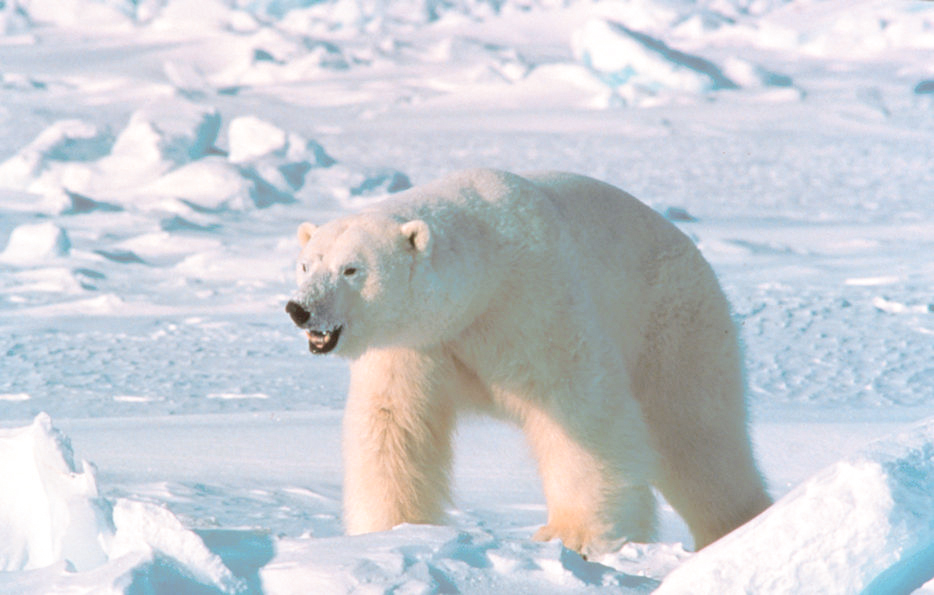
Oso polar.

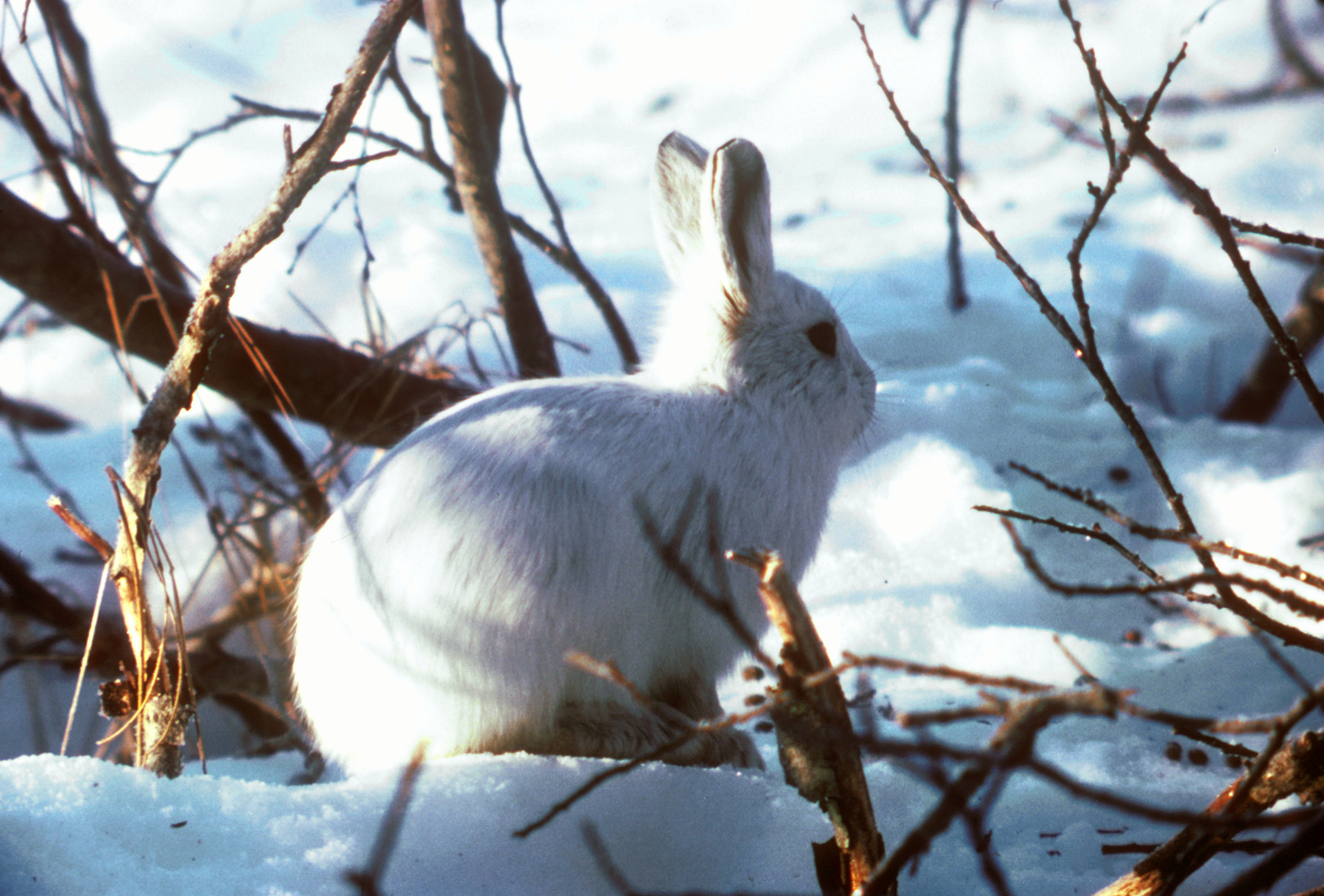
Liebre ártica, uno de los alimentos del lobo y el zorro árticos.

La isla de Baffin tiene una fauna muy diversa, con especies que habitan en la isla todo el año y especies que la visitan solamente en la época estival. En la isla están declarados dos importantes parques nacionales, Auyuittuq —«la tierra que nunca se derrite», en inuit—, declarado en 1976, con 21 471 km², en la costa oriental, y Sirmilik —«el lugar de los glaciares», en inuit—, declarado en 1999, con 22 200 km², en la costa al norte, que incluye también la totalidad de isla Bylot.

### Especies de tierra
En tierra, permanecen todo el año en isla de Baffin el caribú de Barren, el oso polar, el zorro ártico, la liebre ártica, el lemming y el lobo ártico.
Los rebaños de caribúes emigran desde el norte de la isla de Baffin a la parte sur en invierno, incluso a la península de bahía Frobisher, junto a isla Resolución y reemprenden una nueva migración al norte en el verano.
El oso polar puede encontrarse a lo largo de toda la costa de la isla de Baffin, pero son más frecuentes cuando la banquisa se encuentra como témpanos, donde viven su principal fuente de alimentos, la foca anillada y la foca barbuda. Los osos polares paren aproximadamente cada año de uno a tres cachorros que nacen alrededor de marzo. Las hembras del oso polar pueden viajar 10–20 km tierra adentro para encontrar un gran banco de nieve donde cavar una madriguera en la que para pasar el invierno y más tarde dar a luz.
El zorro ártico que por lo general puede encontrarse, como los osos polares, siguiendo los témpanos cerca de tierra en su búsqueda de focas. El zorro ártico es un animal carroñero, y, a menudo, siguen a los osos polares para obtener su sustento. En la isla de Baffin, los zorros árticos son a veces atrapados por los inuit, pero no hay una industria sólida de sus pieles.
La liebre ártica se encuentra en toda la isla de Baffin. Su piel es de color blanco puro en invierno y muda a una piel desaliñada de color gris oscuro en verano. Las liebres árticas, además de los lemmings, son una fuente alimenticia primaria para el zorro y lobo árticos.
También se encuentran lemmings en toda la isla, y son una importante fuente de alimento para el zorro ártico, el lobo ártico y el búho nival. En el invierno, los lemmings excavan complicados sistemas de túneles a través de la nieve con el fin de llegar a su fuente de alimentos, las hierbas secas y los líquenes.
El lobo ártico es también una especie residente todo el año en la isla de Baffin. A diferencia de los lobos gris y marrón de climas meridionales, el lobo ártico no suele cazar en manadas, a pesar de que machos y hembras se juntan en mayo para cazar juntos.

### Aves migratorias

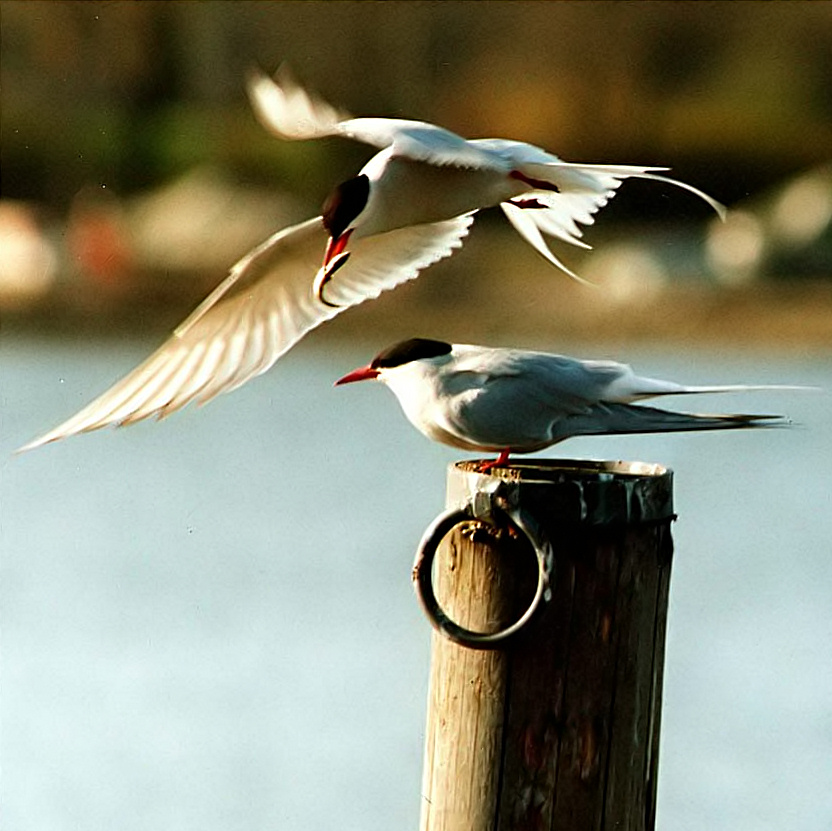
Los charranes árticos emigran a la isla de Baffin, cada primavera.

Los principales visitantes de isla de Baffin tienen todos alas y todos vienen a anidar. La isla de Baffin es uno de los principales destinos de anidación de las rutas migratorias oriental y centro-occidental de muchas aves: especies acuáticas como la barnacla canadiense, el ánsar nival y el ganso de Brent; aves de ribera, como los falaropos, varios limícolas (comúnmente llamado playeros), araos entre ellos Uria lomvia, y chorlitos; tres especies de gaviota también anidan en la isla de Baffin: gavión Hiperbóreo, gaviota argéntea y gaviota marfil.
Especies de largo alcance incluyen el charrán ártico, que emigra desde la Antártida todos los años en primavera. La variedad de aves acuáticas que anidan aquí incluyen la Fulica, la gavia, el ánade real y muchas otras especies de ánades.

### Especies marinas

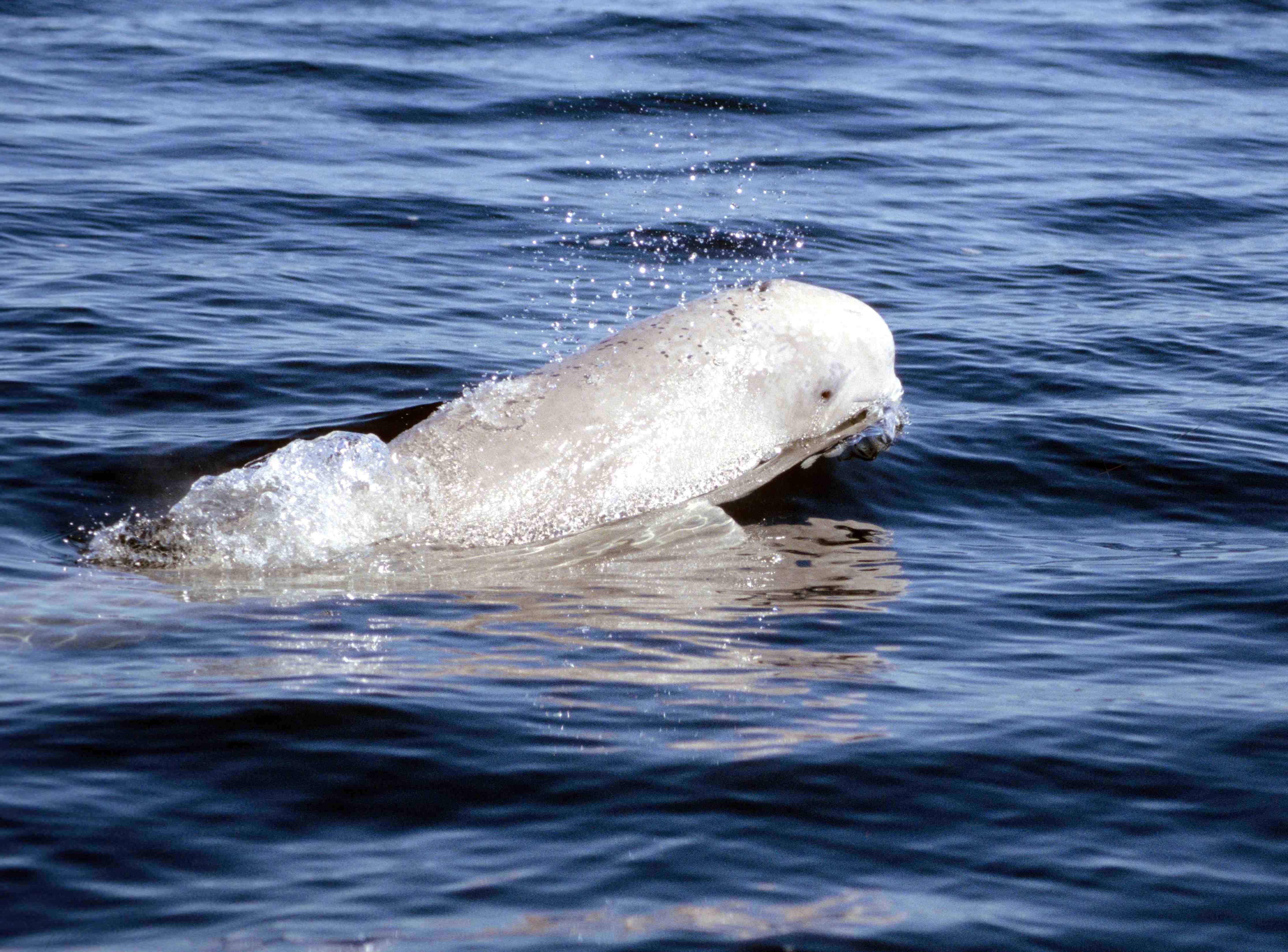
Beluga, uno de los grandes mamíferos de las aguas costeras de isla de Baffin.

El principal visitante de las aguas (o el hielo) que rodean isla Baffin, durante todo el año, es la foca anillada, una especie que reside todo el año en la isla. Vive en la costa y hasta unos 8 km en tierra. Durante el invierno, hace una serie de agujeros de respiración a través del hielo de hasta 8 pies de espesor, que visita con frecuencia y mantiene abiertos y libres de hielo. En marzo, cuando la hembra está dispuesta a parir, amplia uno de los agujeros de respiración y crear un pequeño "iglú" donde parirá uno o dos cachorros. En el plazo de tres semanas, los cachorros estarán en el agua y nadando. Durante el verano, la foca anillada, mantienen un estrecho territorio de aproximadamente 3 km a lo largo de la costa. Si la barrera de hielo se mueve pueden aventurarse a 4−10 km y seguirla la barrera, encaramándose a un témpano de hielo para aprovechar el sol.
Las especies de aguas que visita la isla de Baffin, en el verano son las siguientes:
La foca pía migra desde los principales caldos de cultivo frente a las costas de Labrador y la costa sureste de Groenlandia hasta la isla de Baffin en el verano. Migran a velocidades de 15−20 km/h y todos ellos suben a respirar al mismo tiempo, luego de buceo y nadar hasta 1−2 km antes de salir a la superficie de nuevo. Emigran en grandes rebaños que constan de un centenar de focas o más, a una distancia de 1−8 km de la costa, que luego siguen, alimentándose de crustáceos y pescados.
La morsa, que en realidad no migra lejos de tierra en el invierno. Se limita a seguir el hielo fijo («fast ice»), hielo que está sólidamente unido a la tierra, y permanece por delante de él cuando el hielo se endurece cada vez más mar adentro. Cuando avanza el invierno, siguen estando siempre donde hay aguas abiertas libres de hielo. Cuando el hielo se derrite, se trasladan a tierra y se pueden encontrar al sol en las rocas cerca de la costa. Uno de los mayores rebaños de morsas se pueden encontrar en la Cuenca.
Las beluga o ballena blanca migran a lo largo de la costa de la isla de Baffin, algunas hacia el norte buscando alimentación en el estrecho de Davis (entre Groenlandia e isla de Baffin), o en el estrecho de Hudson o en cualquiera de las bahías y estuarios entre ambos. Por lo general viajan en grupos de dos o más y pueden encontrarse a menudo muy cerca de la costa (100 m, o menos), donde van a respirar cada 30 segundos o menos y siguen su camino a lo largo de la costa comiendo crustáceos.
Los narvales, conocidos por su largo colmillo en espiral (sólo machos), también pueden encontrarse a lo largo de la costa de la isla de Baffin en el verano. Al igual que sus primos belugas, se puede encontrar en parejas o incluso en un gran rebaño de diez o más machos, hembras y crías. También puede ser a menudo se encuentran cerca de la costa, apunta con gracia sus colmillos cielo, ya que llegar por vía aérea. Cuando llegan por primera vez, los machos llegan unas semanas por delante de las hembras y los jóvenes.
El más grande de los visitantes estivales es la ballena de Groenlandia, que se encuentran en todo el Ártico. Hay un grupo que se sabe emigra a la cuenca Foxe, una bahía en el lado occidental de la isla de Baffin, aunque no se sabe si su visita es debida a la exuberante abundancia del mar o a que tienen sus crías allí.